# Molophilus armatistylus
Molophilus armatistylus är en tvåvingeart som beskrevs av Alexander 1929. Molophilus armatistylus ingår i släktet Molophilus och familjen småharkrankar. Inga underarter finns listade i Catalogue of Life.